# Kharasf
Kharasf (persiska: خرسف) är en ort i Iran.   Den ligger i provinsen Khorasan, i den nordöstra delen av landet, 600 km öster om huvudstaden Teheran. Kharasf ligger 1 513 meter över havet och antalet invånare är 609.
Terrängen runt Kharasf är kuperad österut, men västerut är den platt. Runt Kharasf är det glesbefolkat, med 19 invånare per kvadratkilometer. Närmaste större samhälle är Tavandar, 13,3 km sydost om Kharasf. Omgivningarna runt Kharasf är i huvudsak ett öppet busklandskap.